# Cymbidium tracyanum
Cymbidium tracyanum (tên tiếng Anh là Tracy's Cymbidium) là một loài phong lan.

## Hình ảnh

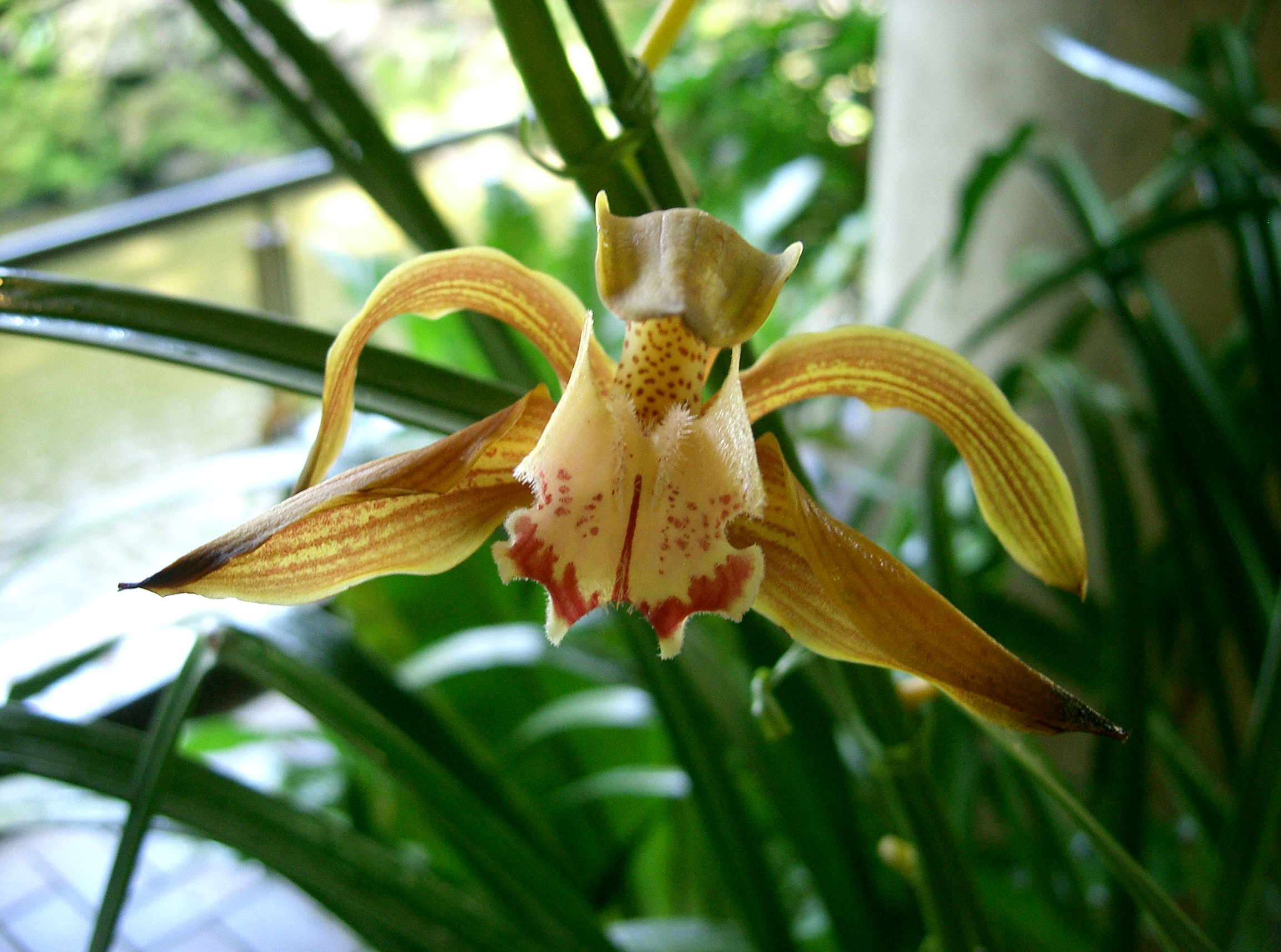
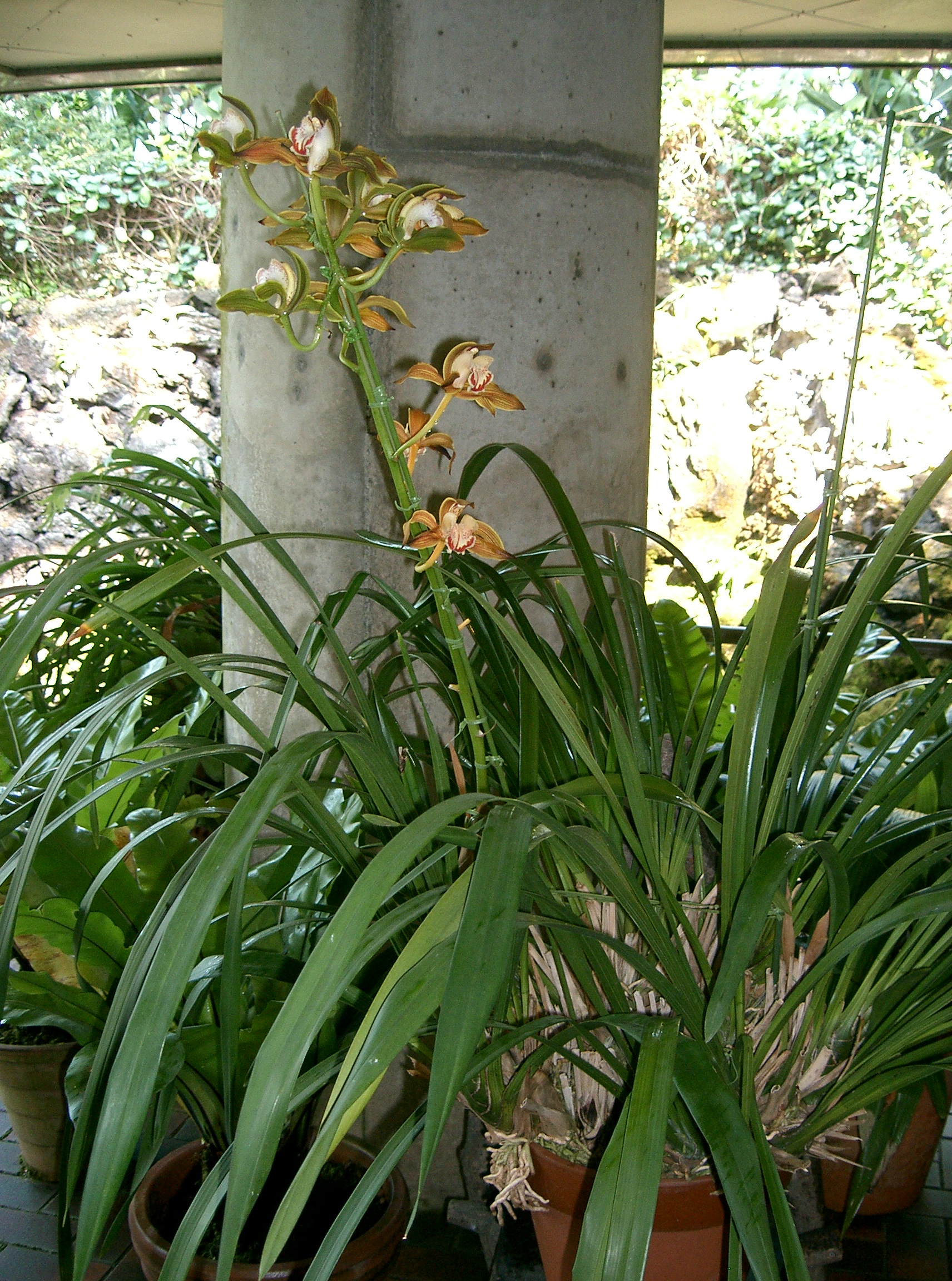